# Shmeisani
 Al Shumaysani  este un cartier din districtul Al Abdali din nord-vestul Iordaniei.